# Mistrovství světa v ledním hokeji žen do 18 let 2008
Mistrovství světa v ledním hokeji žen do 18 let 2008 se konalo ve městech Calgary a Alberta v Kanadě. Probíhalo ve dnech 7. ledna a 12. ledna 2008 a hrálo se na stadionech Father David Bauer Olympic Arena v Calgary a Norma Bush Arena v Albertě. USA porazily Kanadu 5:2 ve finále tím pádem získaly zlatou medaili, zatímco Česko porazilo Švédsko 4:2 a dokázalo získat bronzovou medaili.

## Tabulky

### Skupina A
| pozice | Team    | Z | V | VP | PP | P | GS | GI | B |
| ------ | ------- | - | - | -- | -- | - | -- | -- | - |
| 1.     | Kanada  | 3 | 3 | 0  | 0  | 0 | 38 | 3  | 9 |
| 2.     | Česko   | 3 | 2 | 0  | 0  | 1 | 10 | 16 | 6 |
| 3.     | Německo | 3 | 1 | 0  | 0  | 2 | 7  | 15 | 3 |
| 4.     | Finsko  | 3 | 0 | 0  | 0  | 3 | 5  | 26 | 0 |

### Skupina B
| pozice | Team      | Z | V | VP | PP | P | GS | GI | B |
| ------ | --------- | - | - | -- | -- | - | -- | -- | - |
| 1.     | USA       | 3 | 3 | 0  | 0  | 0 | 28 | 2  | 9 |
| 2.     | Švédsko   | 3 | 2 | 0  | 0  | 1 | 20 | 7  | 6 |
| 3.     | Švýcarsko | 3 | 1 | 0  | 0  | 2 | 7  | 17 | 3 |
| 4.     | Rusko     | 3 | 0 | 0  | 0  | 3 | 2  | 31 | 0 |

## O umístění
| 11. leden 2008 | Německo | 2:1 | Rusko | Norma Bush Arena, Alberta |
|                | Německo |     | Rusko |                           |

| Souhrn zápasu | Souhrn zápasu | Souhrn zápasu | Souhrn zápasu | Souhrn zápasu |
| ------------- | ------------- | ------------- | ------------- | ------------- |
|               |               |               |               |               |

| 11. leden 2008 | Švýcarsko | 2:7 | Finsko | Norma Bush Arena, Alberta |
|                | Švýcarsko |     | Finsko |                           |

| Souhrn zápasu | Souhrn zápasu | Souhrn zápasu | Souhrn zápasu | Souhrn zápasu |
| ------------- | ------------- | ------------- | ------------- | ------------- |
|               |               |               |               |               |

### O 7. místo
| 12. leden 2008 | Rusko | 1:4 | Švýcarsko | Norma Bush Arena, Alberta |
|                | Rusko |     | Švýcarsko |                           |

| Souhrn zápasu | Souhrn zápasu | Souhrn zápasu | Souhrn zápasu | Souhrn zápasu |
| ------------- | ------------- | ------------- | ------------- | ------------- |
|               |               |               |               |               |

### O 5. místo
| 12. leden 2008 | Německo | 4:1 | Finsko | Norma Bush Arena, Alberta |
|                | Německo |     | Finsko |                           |

| Souhrn zápasu | Souhrn zápasu | Souhrn zápasu | Souhrn zápasu | Souhrn zápasu |
| ------------- | ------------- | ------------- | ------------- | ------------- |
|               |               |               |               |               |

## Vyřazovací část

### Semifinále
| 11. leden 2008 | USA | 8:0 | Česko | Father David Bauer Olympic Arena, Calgary |
|                | USA |     | Česko |                                           |

| Souhrn zápasu | Souhrn zápasu | Souhrn zápasu | Souhrn zápasu | Souhrn zápasu |
| ------------- | ------------- | ------------- | ------------- | ------------- |
|               |               |               |               |               |

| 11. leden 2008 | Kanada | 7:1 | Švédsko | Father David Bauer Olympic Arena, Calgary |
|                | Kanada |     | Švédsko |                                           |

| Souhrn zápasu | Souhrn zápasu | Souhrn zápasu | Souhrn zápasu | Souhrn zápasu |
| ------------- | ------------- | ------------- | ------------- | ------------- |
|               |               |               |               |               |

### O bronz
| 12. leden 2008 | Česko | 4:2 | Švédsko | Father David Bauer Olympic Arena, Kloten |
|                | Česko |     | Švédsko |                                          |

| Souhrn zápasu | Souhrn zápasu | Souhrn zápasu | Souhrn zápasu | Souhrn zápasu |
| ------------- | ------------- | ------------- | ------------- | ------------- |
|               |               |               |               |               |

### Finále
| 23. duben 2000 | USA | 5:2 | Kanada | Father David Bauer Olympic Arena, Calgary |
|                | USA |     | Kanada |                                           |

| Souhrn zápasu | Souhrn zápasu | Souhrn zápasu | Souhrn zápasu | Souhrn zápasu |
| ------------- | ------------- | ------------- | ------------- | ------------- |
|               |               |               |               |               |

## Konečné pořadí
| Rk.              | Tým       |
| ---------------- | --------- |
| Zlatá medaile    | USA       |
| Stříbrná medaile | Kanada    |
| Bronzová medaile | Česko     |
| 4.               | Švédsko   |
| 5.               | Německo   |
| 6.               | Finsko    |
| 7.               | Švýcarsko |
| 8.               | Rusko     |